# Christian Dalger
Christian Dalger   (Nimes, 18 de desembre de 1949 - Lo Martegue, 1 de juliol de 2023) fou futbolista i entrenador francès.
Durant la seva carrera va jugar a clubs com l'SC Toulon (1962-1971) i l'AS Monaco (1971-1980), amb els quals va guanyar el títol francès el 1978. Va formar part de l'equip francès a la Copa del Món de 1978.